# محمد ثنيان الغانم
محمد ثنيان الغانم، (1882 - 1966) أحد أبرز نواخذة الكويت وسياسييها وتجارها، فقد كان مالكًا لأحد أكبر السفن في الكويت، كما أنه كان عضوا في المجلس التشريعي الكويتي الأول عن دورة 1938 الذي استقال من عضويته لظروف عائلية، وحل محله محمد شاهين الغانم.

## عن حياته
ولد محمد ثنيان الغانم عام 1882 في القبلة، وتعلم هناك مبادئ القراءة والكتابة وقد تتلمذ على يد الشيخ عبد اللطيف بن عمر، وعندما أصبح في الثانية عشر من العمر انطلق إلى البحر، وذلك يوم كان خاله النوخذه صقر العبد الله صقر قبطانًا عليه، وخلال ثلاث سنوات أصبح هو نوخذة على السفن، ليبحر بين الهند والكويت، وهو شقيق يوسف ثنيان الغانم وثنيان ثنيان الغانم والد كل من عبد اللطيف الغانم، و علي الغانم و فؤاد الغانم وجد رئيس مجلس الأمة الكويتي السابق مرزوق الغانم.

## حياته التجارية
خلال عشر سنوات وعندما أصبح النوخذه محمد ثنيان الغانم في الخامسة والعشرين من العمر، تسلم هو زمام الأمور وأصبح أحد النواخذة الذين يشار إليهم بالبنان، حيث استلم تجارة أخواله وأصبح وكيلا عليها في الهند، وقد اكتسب هناك المعرفة والخبرة العملية في تجارة البضائع من وإلى الهند، فعمل في التجارة مع أخوانه (يوسف ثنيان الغانم وثنيان ثنيان الغانم)، وازدهرت تجارتهما سوية بشكل متسارع، وأصبحوا مرجعا تجاريا وبحريا لتجار ونواخذة الكويت، ونتيجة لذلك كان من الضروري توسعة أعمالهما.

## بوم المهلب
في عام 1937 طلب محمد ثنيان الغانم من صانع السفن محمد عبد الله الاستاد، أن يقوم له بتصميم أكبر سفينة في الكويت، وبالفعل تم تصميمها وبناؤها وأطلق عليها بوم المهلب نسبة إلى المهلب بن أبي صفرة، وقد أصبح النوخذة حسين عبد الرحمن العسعوسي قبطانا على المهلب.[بحاجة لمصدر]